# Курский электроаппаратный завод
Курский электроаппаратный завод (КЭАЗ) — один из крупнейших российских производителей электротехнических изделий.
Предприятие является поставщиком решения в области управления электроэнергией, защиты от негативного воздействия электрического тока и измерения и учёта активности энергии для многих других крупных компаний, строительно-монтажных организаций, атомных электростанций, метрополитенов.  К 2012 году Курский электроаппаратный завод выпускает низковольтное оборудование под тремя торговыми марками: «KEAZ Optima», «КЭАЗ» и «KEAZ-Ferraz».
КЭАЗ производит и продает: автоматические выключатели, дифавтоматы, контакторы, магнитные пускатели, разъединители, предохранители и другую низковольтную аппаратуру.

## История

### Советский период
6 ноября 1945 года заместителем председателя Совнаркома СССР Лаврентием Берией было подписано постановление № 2843-825с «Об организации в Курске завода по производству низковольтной аппаратуры Наркомэлектропрома». В реестровую книгу Курска, где регистрируют новые предприятия, «Электроаппарат» занесён под № 1.
В марте 1946 года был построен завод по производству низковольтной аппаратуры для нужд угольной и металлургической промышленности СССР. Это был «прообраз» будущего завода — в каждом из цехов работало по 15 человек, всего к концу 1946 года на заводе было 150 рабочих. Первой электротехнической продукцией завода стали предохранитель типа НПН-60 с наполнителем и трехполюсный рубильник на 200 А и 500 В.
Первое резкое увеличение производства произошло в 1950-х годах. Это было связано с началом серийного выпуска разработанных собственным КБ автоматических выключателей серии АП-25 и АП-50, предохранителей большой мощности и массовым выпуском изделий для домашних холодильников. Тогда же завод выпустил новые предохранители серии ПН-2, разработка которых также была осуществлена на Курском электроаппаратном заводе. Спрос на них оказался настолько велик, что министерство сочло необходимым организовать их производство ещё на нескольких заводах страны.
Завод более 120 раз признавался лучшим среди предприятий Минэлектропромышленности, а в 1981 году за высокие достижения награждён орденом Трудового Красного Знамени.

### Российский период
В 1992 году завод «Электроаппарат» преобразован в акционерное общество.
В 2003 году инвестиции в основной капитал увеличились в 3,5 раза. Предприятие приобрело оборудование у ведущих производителей Германии, Японии, Южной Кореи.
В том же году была приобретена и внедрена в производство САПР на базе Solid Works, которая позволяет проектировать и готовить производство новых типов выключателей за 14 месяцев вместо 30 месяцев, которые требовались ранее.
Была внедрена корпоративная информационная системы «SyteLine», приобретены системы электронного контроля доступа на предприятие, электронного автоматизированного документооборота, видеонаблюдения.
В октябре 2003 года КЭАЗ передал Курской епархии Воскресенский храм, расположенный на территории завода. В здании храма более 50 лет находились основные товарные и материальные склады предприятия.
В 2004 году Курское ОАО «Электроаппарат» вошло в 20-ку участников проекта ТЭРФ.
5 июня 2007 года руководство завода подписало договор о стратегическим партнёрстве с французской компанией Ferraz Shawmut.
Предметом договора стал вывод на рынок новой линейки быстродействующих предохранителей под совместным торговым брендом «KEAZ-FERRAZ».
В сентябре 2011 года ОАО «Электроаппарат» было переименовано в «Курский электроаппаратный завод» — «КЭАЗ», а уже в 2012 году в производство была запущена новая линейка электротехнической продукции под брендом «KEAZ Optima», включающая в себя автоматические выключатели, устройства дифференциальной защиты, реле напряжения, счётчики электроэнергии, преобразователи частоты и многое другое.
В начале 2020-х годов завод будет перенесён на новую площадку в ходе подготовки к празднованию 1000-летия Курска.

## Продукция
В настоящий момент КЭАЗ является лидером по производству низковольтной коммутационной аппаратуры среди российских производителей. Ежегодный выпуск оборудования составляет более 5 миллионов единиц продукции и товарооборот более 40 миллионов долларов.
KEAZ Optima позволяет создавать и реализовать оптимальные решения для управления и защиты технологического оборудования, двигателей, систем кондиционирования и других механизмов в различных отраслях: строительной, горно-рудной, атомно-энергетической, морском судоходстве, военной техникой и других. Под ТМ KEAZ Optima выпускаются:
- Выключатели автоматические OptiDin ВМ63
- Выключатели нагрузки модульные OptiDin ВМ63Р
- Устройства дифференциальной защиты OptiDin
- Аксессуары к автоматическим выключателям
- Устройства защиты от импульсных перенапряжений (1, 2 и 3 типа)
- Реле напряжения (одно- и трёхфазные)
- Реле выбора фаз и реле времени
- Программируемые таймеры с фотореле и контролем напряжения
- Реле ограничения тока и мощности
- Реле защиты двигателя
- Реле температурные
- Счетчики электроэнергии
- Преобразователи частоты
- Корпуса для электрощитов
- Стабилизаторы напряжения

Торговая марка КЭАЗ включает в себя:
- МССВ (выключатели автоматические блочные)
- Выключатели-разъединители
- Контакторы и пускатели магнитные
- Предохранители
- Электроустановочные изделия

Совместно с французской компанией Ferraz Shawmut Курский электроаппаратный завод выпускает быстродействующие предохранители.
Благодаря сильной производственной базе, практически весь производственный цикл оборудования производится на заводе в инструментальном, штамповочном, механическом, пластмассовом цехах. В настоящий момент на базе завода создается независимый испытательный центр электрооборудования, что позволит повысить качество и надёжность производимого оборудования.

## Награды и выставки
Курский электроаппаратный завод является постоянным участником всех крупных выставок, посвящённых электротехнике и энергетике.
27 апреля 2007 года КЭАЗ был награждён Орденом Петра Великого I степени.
6 декабря 2007 года официальный сайт Курского электроаппаратного завода стал победителем конкурса «Электросайт года 2008» в номинации «Лучшее наполнение сайта».
5 декабря 2008 года сайт сайт завода снова принимал участие в конкурсе и получил первое место в номинации «Лучшее бизнес-решение электросайта».
7 декабря 2009 года сайт КЭАЗ снова получил призовое место, на этот раз в номинации «Электросайт с лучшей навигацией».
В марте 2010 года руководство завода приняло участие в презентации экономического и инвестиционного потенциала Курской Области в посольстве Франции.

## Социальная политика
С 1980-х — 1990-х годов КЭАЗ взял на себя шефство над Верхне-Любажской школой-интернатом для детей-сирот и детей оставшихся без попечения родителей и над Курской специальной (коррекционной) общеобразовательной школой-интернатом I и II вида.
Кроме того руководство Курского электроаппаратного завода активно поддерживает Курскую Епархию: его силами был восстановлен Воскресенский храм, находившийся до 2003 года на территории завода. В целом на реконструкцию храма было выделено 4 млн. рублей.
Ежегодно КЭАЗ оказывает благотворительную помощь больницам, спортивным организациям, школам, различным общественным фондам и организациям.

## Адрес
Россия, г. Курск, ул. 2-я Рабочая, д. 23, помещение В1, помещение 2/2